# Скала Рахониу
Скала Рахониу (на гръцки: Σκάλα Ραχωνίου) е село на остров Тасос в Северна Гърция. 

## География
Селището е разположено на 99 m надморска височина в северозападната част на острова, на около 8 km западно от град Тасос.
Църквата в селото се казва „Света Параскева“.

## История
Селището възниква като пристанище на Рахони (Вулгаро), каквото и означава името му. То постепенно се разраства. За пръв път влиза в преброяванията в 1928 година със 152 жители - 145 мъже и 7 жени, което означава, че жителите са пристанищни работници. От тях 72 са доселници. В 1940 и 1951 година населението е броено към Рахон.
Традиционно жителите се занимават с туризъм.
| Година    | 1913 | 1920 | 1928 | 1940 | 1951 | 1961 | 1971 | 1981 | 1991 | 2001 | 2011 | 2021 |
| --------- | ---- | ---- | ---- | ---- | ---- | ---- | ---- | ---- | ---- | ---- | ---- | ---- |
| Население |      |      | 152  |      |      | 27   | 28   | 82   | 118  | 206  | 283  | 219  |